# Дудерштат
Дудерштат (њем. Duderstadt) град је у њемачкој савезној држави Доња Саксонија. Једно је од 29 општинских средишта округа Гетинген. Према процјени из 2010. у граду је живјело 22.114 становника. Посједује регионалну шифру (AGS) 3152007.

## Географски и демографски подаци
Дудерштат се налази у савезној држави Доња Саксонија у округу Гетинген. Град се налази на надморској висини од 180 метара. Површина општине износи 95,6 km². У самом граду је, према процјени из 2010. године, живјело 22.114 становника. Просјечна густина становништва износи 231 становника/km².

## Међународна сарадња
| Мјесто      | Држава    | Врста сарадње | Од    |
| ----------- | --------- | ------------- | ----- |
| Картузи     | Пољска    | партнерство   | 1995. |
| Комб ла Вил | Француска | партнерство   | 2000. |
| Извор       |           |               |       |